# Violentómetro

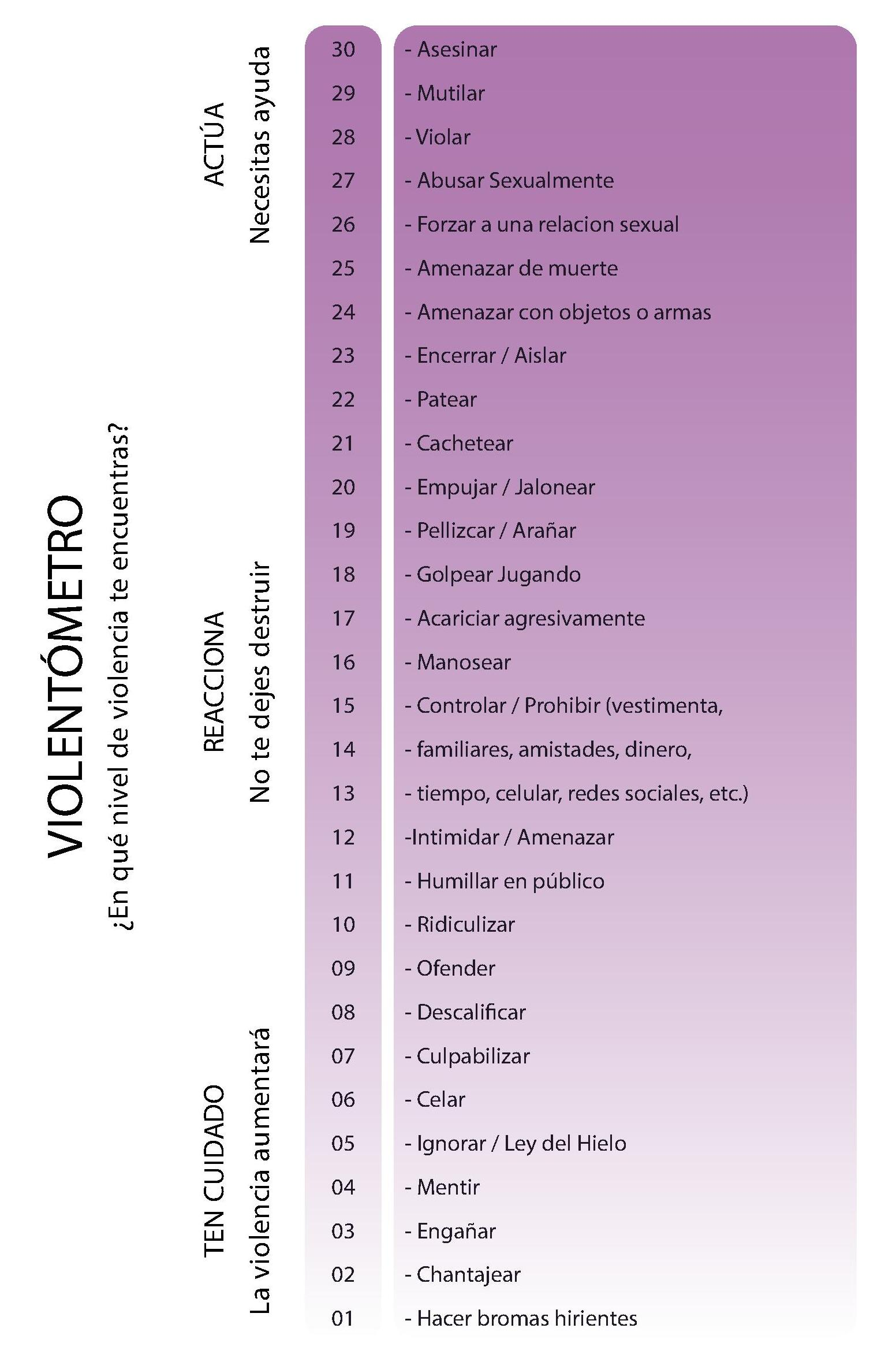
Violentómetro de la Sección Violeta.

El violentómetro es una herramienta gráfica y didáctica en forma de regla que permite identificar y clasificar las diferentes manifestaciones de violencia que pueden ocurrir en una relación de pareja. Ha sido adaptado y utilizado por diversas instituciones en México y otros países de América Latina.
Se divide en tres niveles de diferentes colores que simulan «la escala de violencia», resaltando una situación de alerta o foco rojo:
- ¡Ten cuidado! La violencia aumentará.
- ¡Reacciona! No te dejes destruir.
- ¡Necesitas ayuda profesional!

## Historia
El violentómetro fue creado por la Dra. Martha Alicia Tronco Rosas, de la Unidad Politécnica de Gestión con Perspectiva de Género del Instituto Politécnico Nacional (IPN) en 2009 como resultado de investigaciones enfocadas en las dinámicas de relación de pareja en estudiantes ente 15 y 25 años. La encuesta fue realizada a más de 14 mil estudiantes de nivel medio superior y superior, un equivalentes al 10 por ciento de la población total.
Los resultados de la investigación, que visualizan las manifestaciones de violencia ocultas en la vida cotidiana de hombres y mujeres, fueron los siguientes:
| Manifestación de la violencia      | Nivel Superior Mujeres | Nivel Superior Hombres | Nivel Medio Superior Mujeres | Nivel Medio Superior Hombres |
| ---------------------------------- | ---------------------- | ---------------------- | ---------------------------- | ---------------------------- |
| Empujones                          | 10%                    | 8%                     | 8%                           | 9%                           |
| Cachetadas                         | 3%                     | 12%                    | 3%                           | 15%                          |
| Patadas                            | 2%                     | 5%                     | 1%                           | 6%                           |
| Pellizcos                          | 13%                    | 20%                    | 11%                          | 23%                          |
| Jalones de cabello                 | 6%                     | 9%                     | 6%                           | 12%                          |
| Ahorcar o asfixiar                 | 2%                     | 1%                     | 1%                           | 1%                           |
| Forzar a tener relaciones sexuales | 2%                     | 2%                     | 1%                           | 1%                           |

Los hallazgos más importantes fueron que la violencia se manifiesta de manera sutil y aparece regularmente. En particular, la violencia física se manifiesta con golpes que pueden comenzar en forma de juego, cachetadas, empujones, patadas, pellizcos y jalones de cabello, entre otros. Los hombres y mujeres no se perciben en relaciones violentas porque consideran que los celos, las amenazas, los golpes “jugando”, las prohibiciones, las llamadas constantes por teléfono, el indicarles cómo vestir, maquillarse y comportarse son muestras de cariño, de atención, de amor; son una situación normal.

## Uso práctico
El violentómetro visualiza las diferentes formas de violencia manifestadas en la vida cotidiana de manera progresiva, de manera que se pueda identificar las conductas violentas basas en estrategias de aislamiento, control y desvalorización. Asimismo, permite prevenir y atender la violencia de manera oportuna y eficaz. Se divide en 3 escalas o niveles, con situaciones de alerta. Las manifestaciones de violencia no son necesariamente consecutivas, y pueden experimentarse de manera intercalada.

### Adaptaciones a otros contextos
El violentómetro se ha adaptado a otros áreas como:
- El violentómetro laboral: identificar o prevenir cualquier violencia que se encuentre normalizada en el ámbito laboral y se puede dar mediante intimidación, acoso, amenazas, discriminación, inequidad salarial, así como la desvalorización del trabajo. [6]
- El violentómetro para niñas, niños y adolescentes: propuesta por el gobierno de Estado de México, permite a sector de la población juvenil e infantil visualizar y estar alerta a las diferentes manifestaciones de violencia ocultas en la vida cotidiana y que suelen confundirse o desconocer. También sirve para que madres, padres y/o cuidadores, así como a servidores públicos, maestros y público en general, estén capacitados y atentos para detectar y atender el tipo de abusos descritos.[7]
- El violentómetro rutero: implementada por el gobierno de Michoacán, busca ayudar a las mujeres a identificar los tipos de violencia de las que pueden ser objeto en el transporte público, e incluye números telefónicos para realizar quejas o denuncias en caso de requerirlo.[8]
- El violentómetro virtual, realizado por Instituto Estatal de las Mujeres de Nuevo León, identifica las violencias sexuales y distintos tipos de ciberacoso.[9]

## Impacto
El violentómetro ha demostrado un impacto significativo en esferas sociales y profesionales, y su alcance se extiende desde el ámbito individual hasta el comunitario, brindando una comprensión profunda de las dinámicas de violencia en las relaciones interpersonales y ofreciendo un camino hacia la concienciación y la acción.
Entre sus beneficios, están: 
- Visibilizar las diferentes formas de violencia que pueden sufrir las mujeres, incluyendo la violencia física, psicológica, económica, sexual y patrimonial.
- Promover la identificación temprana de conductas violentas en las relaciones interpersonales.
- Fomentar la cultura de la denuncia y la búsqueda de ayuda en casos de violencia.
- Orientar a las víctimas de violencia sobre los recursos disponibles para su atención y protección.

El violentómetro ha sido traducido al inglés, chino, danés, catalán, totonaco, náhuatl, éuskaro, maya, italiano y chino,de manera que personas alrededor del mundo puedan usarlo. En Colombia, en el Día Internacional de la No Violencia contra la Mujer, el Ministerio TIC y Casa Ensamble lanzaron su versión del violentómetro.